# Sybille Schmidt
Sybille Schmidt (Apolda, 31 augustus 1967) is een Duits voormalig roeister. Schmidt debuteerde met de wereldtitel in de dubbel-vier tijdens de wereldkampioenschappen roeien 1989. Schmidt prolongeerde de wereldtitel in de dubbel-vier tijdens de wereldkampioenschappen roeien 1990 en 1991. Schmidt sloot haar carrière af met de olympische gouden medaille in de dubbel-vier in Barcelona.

## Resultaten
- Wereldkampioenschappen roeien 1989 in Bled  in de dubbel-vier
- Wereldkampioenschappen roeien 1990 in Barrington  in de dubbel-vier
- Wereldkampioenschappen roeien 1991 in Wenen  in de dubbel-vier
- Olympische Zomerspelen 1992 in Barcelona  in de dubbel-vier

1988: Kerstin Förster & Kristina Mundt & Beate Schramm & Jana Sorgers ·
1992: Sybille Schmidt  &  Birgit Peter  & Kerstin Müller & Kristina Mundt·
1996: Katrin Rutschow & Jana Sorgers & Kerstin Köppen & Kathrin Boron·
2000: Manja Kowalski & Meike Evers & Manuela Lutze  & Kerstin Kowalski ·
2004: Kathrin Boron & Meike Evers & Manuela Lutze & Kerstin Kowalski ·
2008: Tang Bin & Xi Aihua & Jin Ziwei & Zhang Yangyang ·
2012: Kateryna Tarasenko & Natalija Dovhodko & Anastasija Kozjenkova & Jana Dementjeva·
2016: Annekatrin Thiele, Carina Bär, Julia Lier, Lisa Schmidla ·
2020: Chen Yunxia & Zhang Ling & Lü Yang & Cui Xiaotong ·
2024: Lauren Henry & Hannah Scott & Lola Anderson & Georgina Brayshaw
- Gemeinsame Normdatei: 139099573
- International Standard Name Identifier: 0000 0000 7106 9065
- Virtual International Authority File: 100408185
- WorldCat: E39PBJwHcHRKXxG3HMr34trwmd